# Autoroute A15 (Portugal)
Pour les articles homonymes, voir A15.
L'autoroute portugaise A15 relie actuellement l'  à proximité de Óbidos et de Caldas da Rainha, à l' à proximité de Santarém en passant par Rio Maior.
Sa longueur est de 40 km.
Il est prévu de prolonger l'A15 jusqu'à l' IC 10  à l'ouest de Santarém.

## Péage
Cette autoroute est payante (concessionnaire: Autoestradas do Atlantico). Un trajet Caldas da Rainha-Santarém pour un véhicule léger coûte 3,40 €.

## État des tronçons
| Tronçon                           | État (2011)       | km   |
| --------------------------------- | ----------------- | ---- |
| Caldas da Rainha () - Santarém () | En service (2001) | 40,2 |
| Santarém () - Santarém ( IC 10 )  | En projet         | 4    |

## Trafic
| Section                         | Trafic (en véhicules par jour) en 2010 |
| ------------------------------- | -------------------------------------- |
| Gaeiras - Landal                | 5825                                   |
| Landal - Rio Maior-Ouest        | 4823                                   |
| Rio Maior-Ouest - Rio Maior-Est | 4630                                   |
| Rio Maior-Est - Malaqueijo      | 6063                                   |
| Malaqueijo - Santarém ()        | 6108                                   |

## Capacité
| Section                     | Capacité | Longueur |
| --------------------------- | -------- | -------- |
| Caldas da Rainha - Santarém |          | 40 km    |

## Itinéraire

Carte de l'A15

| Sorties                              | Villes                     |
| ------------------------------------ | -------------------------- |
| 01                                   | Óbidos Caldas da Rainha    |
| 02                                   | Gaeiras                    |
| Péage de Gaeiras                     |                            |
| 03                                   | Landal                     |
| 04                                   | Rio Maior-Ouest IC 2       |
| 05                                   | Rio Maior-Est              |
| Aire de service de Rio Maior (km 23) |                            |
| 06                                   | Malaqueijo                 |
| 06A                                  | Santarém - Lisbonne Leiria |